# Philippe Metellus
Philippe Abel Metellus (30 de maio de 1990) é um judoca haitiano, nascido no Canadá. Competiu nos Jogos Olímpicos de Verão de 2024 em Paris. Foi eliminado na primeira fase pelo tailandês Masayuki Terada. Foi porta-bandeiras do Haiti nos Jogos Olímpicos de 2024 em Paris.
Conquistou uma medalha de bronze no Open Pan-Americano de Quito, em 2019. Conquistou uma medalha de prata no Open Pan-Americano de Lima, em 2021. Conquistou uma medalha de bronze no Open Pan-Americano de Punto Cana em 2021. Conquistou a prata no Open de África de 2024, em Abidjan.